# Federico Gatti
Federico Gatti (sinh ngày 24 tháng 6 năm 1998) là một cầu thủ bóng đá chuyên nghiệp người Ý hiện đang thi đấu ở vị trí trung vệ cho câu lạc bộ Serie A Juventus và đội tuyển bóng đá quốc gia Ý.

## Sự nghiệp câu lạc bộ

### Các đội trẻ
Năm 2005, khi mới tuổi 7, Federico Gatti đã chơi một trận giao hữu cho đội bóng trẻ Chieri gặp Torino; Giorgio Boscarato, người theo dõi bóng đá Torino đã ghi nhận tài năng của anh với tư cách là một trequartista, giám đốc thể thao của Torino Youth Sector, người đã ký hợp đồng đối với anh. Gatti được gọi lên U15 Torino trước khi chuyển sang đội bóng Alessandria. Gatti đã trải qua các mùa giải 2012–13 và 2013–14 với các đội bóng bao gồm U15 Giovanissimi Nazionali và U17 Allievi.
Trong suốt sự nghiệp đội trẻ, Gatti đã không được xem xét bởi Torino và Alessandria. Gatti được đội bóng Pavarolo cho mượn trong mùa giải 2014–15. Thay vì chơi cho đội U17, Gatti dành phần lớn thời gian của mùa giải để thi đấu cho U19 Juniores, đội bóng mà anh đã ghi 13 bàn sau 18 lần ra sân ở giải đấu mặc dù ở tuổi 17.

### Sự nghiệp ban đầu
Tháng 2 năm 2015, Federico Gatti có trận ra mắt cho đội một Alessandria, đội bóng này mà anh đã có 4 lần ra sân trong mùa giải đó. Mùa giải tiếp theo, Gatti được đôn lên đội một và ghi ba bàn sau 27 lần ra sân ở Promozione; anh cũng đã giành được giải thưởng Cầu thủ trẻ xuất sắc nhất mùa giải.
Năm 2016, Gatti được Saluzzo cho mượn từ Alessandria nhưng không tìm được nhiều khoảng trống, Gatti quay về Pavarolo vào giữa tháng 1 năm 2017. Cuối mùa giải, Pavarolo tránh rớt xuống hạng Promozione. Trong mùa giải 2016–17, Gatti ghi 8 bàn sau 31 lần ra sân ở giải VĐQG.
Ở mùa giải 2017–18, do vấn đề tài chính, Pavarolo không thể trả lương cho các đồng đội của Gatti nên những cầu thủ giàu kinh nghiệm nhất quyết định không tập luyện hoặc thi đấu trong 10 trận đấu cuối của giải đấu, và đội bóng U19 lên hạng đội thứ nhất. Bởi vì Gatti là cầu thủ cao nhất trong đội bóng, anh đã thay đổi vị trí của mình từ tiền vệ sang hậu vệ. Đội bóng của Gatti bị giáng xuống hạng Promozione vào cuối mùa giải.
Verbania đã rất ấn tượng với màn trình diễn của Gatti ở vị trí hậu vệ trong trận đấu, họ đã mua cầu thủ này theo hợp đồng vĩnh viễn vào năm 2018. Gatti đã có một bàn sau 34 lần ra sân ở giải đấu và Verbania đã giành lên ngôi vô địch Eccellenza. Gatti đã gây ấn tượng với Cavese ở Serie C, đội bóng này đã cố gắng mua anh nhưng không được. Ở mùa giải 2019–20, Gatti ghi ba bàn sau 22 lần ra sân ở Serie D trước khi đại dịch COVID-19 ở Ý bị gián đoạn và đội bóng anh xuống hạng ở Eccellenza.

### Pro Patria và Frosinone
Giữa năm 2020, Gatti trở thành cầu thủ chuyên nghiệp và ký hợp đồng với câu lạc bộ Pro Patria ở Serie C. Ngày 30 tháng 9, anh có trận ra mắt cho Pro Patria trong trận thua 2–3 trước Vicenza ở vòng hai Coppa Italia. Trận đấu đầu tiên của Gatti tại Serie C vào ngày 4 tháng 10, trận hòa 1-1 trước Pro Vercelli. Bàn thắng duy nhất của anh cho Pro Patria vào ngày 3 tháng 4 năm 2021, giúp đội bóng anh giành chiến thắng 1–0 trước Lecco. Ngày 9 tháng 5, Gatti chơi trận cuối của mùa giải trong trận play-off thăng hạng Serie C, gặp U23 Juventus – đội dự bị của Juventus trong trận thua 1–3 trên sân nhà, khiến Pro Patria bị loại khỏi vòng play-off ở vòng đầu tiên. Trong mùa giải này, Gatti đã chơi 36 trận, hầu hết đều kéo dài 90 phút.
Gatti chuyển đến Frosinone ở Serie B vào năm 2021, ký hợp đồng có thời hạn 4 năm với mức phí 250.000 €. Gatti ra mắt đội bóng vào ngày 15 tháng 8, trong trận gặp Venezia ở vòng một Coppa Italia, kết thúc với tỷ số 1–1 và Gatti sút hỏng quả phạt đền trong loạt sút luân lưu, thua 7–8. Ngày 20 tháng 8, Gatti có trận ra mắt tại Serie B, đá chính trong trận hòa 2–2 trước Parma. Bàn thắng đầu tiên của anh cho Frosinone vào ngày 23 tháng 10, trong chiến thắng 2–1 trước Ascoli. Ngày 4 tháng 12, Gatti bị đuổi khỏi sân sau hai lần bị thẻ vàng trong hai phút của trận hòa 1–1 chung cuộc trước Ternana. Gatti đã trở lại sân cỏ sau khi bị án treo giò một trận do nhận thẻ đỏ vào ngày 18 tháng 12, trong chiến thắng 4–0 của Frosinone trước SPAL, trong đó anh ghi hai bàn thắng.
Gatti đã tiến gần đến việc chuyển nhượng sang Turin trước khi Juventus tham gia đàm phán và quyết định mua cầu thủ này vào ngày 31 tháng 1 năm 2022, trong một bản hợp đồng có thời hạn 4 năm rưỡi với mức phí 7,5 triệu euro cộng 2,5 triệu euro trong tiền thưởng liên quan đến hiệu suất. Sau khi ký hợp đồng đối với Gatti, Juventus nhanh chóng được Frosinone cho mượn anh trong phần còn lại của mùa giải. Gatti đã kết thúc mùa giải với 5 bàn thắng ghi được sau 36 trận trên mọi trận đấu; anh cũng nhận 13 thẻ vàng. Anh đá có 35 lần đá chính và hầu hết các trận đấu vào sân thay người của mình, ngoại trừ trận đấu gặp Ternana mà anh đã bị phạt thẻ đỏ, đều kéo dài 90 phút. Ngày 17 tháng 10, anh được vinh danh là Cầu thủ xuất sắc nhất Serie B trong mùa giải 2021–22.

### Juventus
Gatti có trận ra mắt Juventus tại Serie A vào ngày 31 tháng 8 năm 2022, trong chiến thắng 2–0 trước Spezia. Ngày 25 tháng 10, anh ra mắt cho đội bóng ở UEFA Champions League trong trận thua 3–4 trước đối thủ Benfica.

## Sự nghiệp quốc tế
Tháng 5 năm 2022, huấn luyện viên đội tuyển quốc gia Ý là Roberto Mancini triệu tập Gatti vào trại tập luyện trong ba ngày ở Coverciano. Anh có trận ra mắt cho đội tuyển Ý vào ngày 11 tháng 6, khi anh được chọn đá chính trong trận đấu gặp Anh ở UEFA Nations League. Trận đấu này kết thúc với tỷ số 0–0, Ý gặp khó khăn trước các tiền đạo của Anh là Tammy Abraham và Harry Kane, và Gatti được tờ báo Ý Corriere della Sera coi là "cựu chiến binh" trong bài báo sau trận đấu.

## Thống kê sự nghiệp

### Câu lạc bộ
Tính đến 4 tháng 1 năm 2023
| Câu lạc bộ          | Mùa giải            | Giải đấu            | Giải đấu | Giải đấu | Coppa Italia | Coppa Italia | Khác | Khác | Tổng cộng | Tổng cộng |
| Câu lạc bộ          | Mùa giải            | Hạng                | Trận     | Bàn      | Trận         | Bàn          | Trận | Bàn  | Trận      | Bàn       |
| ------------------- | ------------------- | ------------------- | -------- | -------- | ------------ | ------------ | ---- | ---- | --------- | --------- |
| Alessandria         | 2014–15             | Lega Pro            | 0        | 0        | 0            | 0            | 0    | 0    | 0         | 0         |
| Pavarolo (mượn)     | 2014–15             | Promozione          | 4        | 0        | —            | —            |      |      | 4         | 0         |
| Pavarolo (mượn)     | 2015–16             | Promozione          | 27       | 3        | —            | —            |      |      | 27+       | 3+        |
| Pavarolo (mượn)     | Tổng cộng           | Tổng cộng           | 27+      | 3+       | 0            | 0            |      |      | 31+       | 3+        |
| Saluzzo (loan)      | 2016–17             | Eccellenza          | 4        | 0        | —            | —            |      |      | 4         | 0         |
| Pavarolo (mượn)     | 2016–17             | Eccellenza          |          |          | —            | —            |      |      |           |           |
| Pavarolo (mượn)     | 2017–18             | Eccellenza          | 27       | 7        | —            | —            |      |      | 27+       | 7+        |
| Pavarolo (mượn)     | Tổng cộng           | Tổng cộng           | 27+      | 7+       | 0            | 0            |      |      | 27+       | 7+        |
| Verbania            | 2018–19             | Eccellenza          | 29       | 3        | —            | —            |      |      | 29+       | 3+        |
| Verbania            | 2019–20             | Serie D             | 22       | 3        | —            | —            |      |      | 22+       | 3+        |
| Verbania            | Tổng cộng           | Tổng cộng           | 51       | 6        | 0            | 0            |      |      | 51+       | 6+        |
| Pro Patria          | 2020–21             | Serie C             | 34       | 1        | 1            | 0            | 1    | 0    | 36        | 1         |
| Frosinone           | 2021–22             | Serie B             | 18       | 3        | 1            | 0            | —    | —    | 19        | 3         |
| Juventus            | 2021–22             | Serie A             | —        | —        | —            | —            | —    | —    | 0         | 0         |
| Frosinone (mượn)    | 2021–22             | Serie B             | 17       | 2        | 0            | 0            | —    | —    | 17        | 2         |
| Juventus            | 2022–23             | Serie A             | 5        | 0        | 0            | 0            | 2    | 0    | 7         | 0         |
| Tổng cộng sự nghiệp | Tổng cộng sự nghiệp | Tổng cộng sự nghiệp | 187+     | 22+      | 2            | 0            | 3+   | 0+   | 192+      | 22+       |

### Đội tuyển quốc gia
Tính đến 20 tháng 11 năm 2023
| Đội tuyển quốc gia | Năm       | Trận | Bàn |
| ------------------ | --------- | ---- | --- |
| Ý                  | 2022      | 2    | 0   |
| Ý                  | 2023      | 1    | 0   |
| Tổng cộng          | Tổng cộng | 3    | 0   |

## Danh hiệu
Juventus
- Coppa Italia: 2023–24[27]

Cá nhân
- Cầu thủ xuất sắc nhất Serie B của năm : 2021–22 [28]